# Hořice na Šumavě
Hořice na Šumavě är en ort i Tjeckien.   Den ligger i distriktet Okres Český Krumlov och regionen Södra Böhmen, i den sydvästra delen av landet, 150 km söder om huvudstaden Prag. Hořice na Šumavě ligger 670 meter över havet och antalet invånare är 786.
Terrängen runt Hořice na Šumavě är kuperad åt nordost, men åt sydväst är den platt. Runt Hořice na Šumavě är det glesbefolkat, med 8 invånare per kvadratkilometer. Närmaste större samhälle är Český Krumlov, 11,2 km öster om Hořice na Šumavě. I omgivningarna runt Hořice na Šumavě växer i huvudsak blandskog.